# Neoacarinina
Neoacarinina es un género de foraminífero planctónico de la familia Globorotaliidae, de la superfamilia Globorotalioidea, del suborden Globigerinina y del orden Globigerinida. Su especie tipo es Neoacarinina blowi. Su rango cronoestratigráfico abarca el Pleistoceno.

## Descripción
Neoacarinina incluye especies con conchas trocoespiraladas globigeriniformes; sus cámaras son globulares a hemiesféricas, creciendo en tamaño de manera rápida y fuertemente abrazadoras; sus suturas intercamerales son incididas y rectas; su contorno ecuatorial es subtriangular a subcuadrado y lobulado; su periferia es ampliamente redondeada; su ombligo es pequeño; su abertura principal es interiomarginal, umbilical-extraumbilical, con forma de arco bajo y rodeada por un estrecho labio; en el estadio final, la abertura puede estar tapada con un bulla perforada no pustulada; presentan pared calcítica hialina, finamente perforada con poros cilíndricos y superficie densamente pustulada (muricada), con pústulas bifurcadas o multifurcadas.

## Discusión
Clasificaciones posteriores han incluido Neoacarinina en la familia Neoacarininidae y en la Superfamilia Globigerinoidea. Neoacarinina sólo incluye a su especie-tipo Neoacarinina blowi, y no ha sido utilizada habitualmente aunque algunos la consideran como género válido.

## Paleoecología
Neoacarinina incluía especies con un modo de vida planctónico (con simbiontes), de distribución latitudinal cosmopolita, preferentemente tropical a templada, y habitantes pelágicos de aguas superficiales (medio epipelágico).

## Clasificación
Neoacarinina incluye a las siguientes especies:
- Neoacarinina blowi †
- Neoacarinina conglomerata †
  - Neoacarinina conglomerata ventriosa †